# Paschim Jitpur
Paschim Jitpur é uma vila no distrito de Jalpaiguri, no estado indiano de Bengala Ocidental.

## Demografia
Segundo o censo de 2001, Paschim Jitpur tinha uma população de 13 389 habitantes. Os indivíduos do sexo masculino constituem 51% da população e os do sexo feminino 49%. Paschim Jitpur tem uma taxa de literacia de 70%, superior à média nacional de 59,5%: a literacia no sexo masculino é de 76% e no sexo feminino é de 64%. Em Paschim Jitpur, 11% da população está abaixo dos 6 anos de idade.